# Тол (остров)
Тол (также известный как Толейсом) — самый большой и густонаселённый остров в группе островов Фаичуук в архипелаге Каролинские острова в юго-западной части Тихого океана и муниципалитет в штате Чуук, Федеративные Штаты Микронезии. Расположенный на западе лагуны Трук, окружен другими островами, такими как Оней, Паата и Полле. На острове находится археологический памятник Фауба, включённый в список важнейших достопримечательностей США.
На острове есть 10 основных деревень. 10 основных деревень иногда делятся на дивизию или Куми, обычно всякий раз, когда на острове или в пределах штата Чуук проводятся выборы мэра.
- Подразделение Икку (Ikkumi) состоит из деревень Вичукуно, Чукиену и Фосон.
- Подразделение Йонку (Yongkumi) состоит из деревень Фуп и Фупо.
- Подразделение Нику (Nikumi) состоит из деревень Винифей, Нечочо, Фаро и Муниен.
- Подразделение Сангку (Sangkumi) состоит только из деревни Вонип.

Самая высокая точка на Толе, гора Винипот, является самой высокой точкой в штате Чуук, на высоте 448 метров (1470 футов). Высокие джунгли, окружающие эту вершину, являются единственным местом обитания эндемичного вида воробьиных птиц из семейства белоглазковых коричневая рукия.